# Caminho aleatório sem repetição
O caminho aleatório sem repetição é um tipo de permutação no campo da análise combinatória. Embora o seu conceito já tenha sido estudado pelo menos desde 1150 por Baskara II, só na década de 1990 começou a ser utilizado recorrentemente no campo da geoestatística com o aumento da capacidade de processamento dos computadores e implementação em métodos de simulação sequencial, como é o caso da simulação sequencial gaussiana.
Um caminho aleatório sem repetição é feito a partir de um conjunto de localizações pré-determinadas mas randomizando o caminho feito sobre elas garantindo que nunca voltará ao mesmo local. Isto implica que o único processo aleatório deste procedimento é o do instante em que se irá percorrer uma dada localização e não o da própria localização.

## Definição
Assumindo que temos uma malha com nove localizações possíveis (nós) e tencionamos percorrer todas a cada momento que passa sendo os momentos [1,2,3,4,5,6,7,8,9] então quatro possíveis caminhos aleatórios são:
| * | * | * |
| - | - | - |
| * | * | * |
| * | * | * |

| 8 | 2 | 1 |
| - | - | - |
| 9 | 6 | 5 |
| 4 | 3 | 7 |

| 3 | 7 | 9 |
| - | - | - |
| 1 | 5 | 6 |
| 8 | 2 | 4 |

| 5 | 9 | 7 |
| - | - | - |
| 6 | 1 | 2 |
| 3 | 8 | 4 |

| 4 | 5 | 3 |
| - | - | - |
| 9 | 2 | 7 |
| 1 | 8 | 6 |

Embora seja um método tipicamente utilizado em ciências de modelação o conceito de permutação (de análise combinatória) está na sua génese dado que representa a possibilidade de objectos (neste caso uma lista de localizações) ter vários arranjos diferentes. Importa, no entanto, frisar que se tratam de arranjos em que cada um dos elementos é único e que o processo de arranjo provém de um procedimento baseado em números aleatórios (ou pseudo-aleatórios). Assim, pegando num exemplo semelhante ao anterior, se tivermos uma lista de 9 localizações [1,2,3,4,5,6,7,8,9] cada arranjo dos elementos desta lista seria um caminho aleatório sem repetição num total de:
{\displaystyle P_{n}=n!\rightarrow P_{9}=9!=362880}

## Algoritmo do caminho aleatório sem repetição (Python)
A implementação bidimensional que se segue é feita na linguagem Python (versão 2.7.2) com recurso à biblioteca NumPy tendo por esse motivo o seguinte cabeçalho de importações:
```
import
 
numpy
 
as
 
np

```

Em recurso à função shuffle do módulo numpy é possível criar facilmente uma função cujos argumentos são tamanho e semente e resultado um vector com um caminho aleatório:
```
def
 
caminho_aleatorio
(
tamanho
,
semente
):

    
np
.
random
.
seed
(
semente
)

    
resultado
 
=
 
np
.
arange
(
tamanho
)

    
np
.
random
.
shuffle
(
resultado
)

    
return
 
resultado

```

Dado que o caminho é gerado aleatóriamente é necessário a existência de uma semente que faça com o utilizador possa repetir o mesmo resultado desde que utilizando o mesmo número de semente. Veja-se a experiências seguinte onde foi lançada a função quatro vezes duas das quais (primeira e última) com a mesma semente:
```
print
 
caminho_aleatorio
(
10
,
123
)

print
 
caminho_aleatorio
(
10
,
124
)

print
 
caminho_aleatorio
(
10
,
125
)

print
 
caminho_aleatorio
(
10
,
123
)

```

O resultado é este:
```
[
4
 
0
 
7
 
5
 
8
 
3
 
1
 
6
 
9
 
2
]

[
6
 
8
 
3
 
5
 
4
 
0
 
9
 
2
 
7
 
1
]

[
9
 
1
 
0
 
6
 
4
 
5
 
3
 
8
 
7
 
2
]

[
4
 
0
 
7
 
5
 
8
 
3
 
1
 
6
 
9
 
2
]

```

De notar que foram gerados quatro vectores nos quais as posições indicam diferentes localizações dadas pelos valores que se encontram em cada vector. As funções utilizadas para conseguir este efeito são:
- np.random.seed() - Força a semente dos processos aleatórios que se seguem a serem a de input, implicando um controlo sobre a geração pseudo-aleatório.
- np.arange() - Cria um vector crescente de valores igualmente espaçados. Por defeito inteiros com espaçamento de 1 a começar em zero e terminando no argumento inserido.
- np.shuffle() - Troca, por meio de processos aleatórios, a posição dos elementos de um vector.

## Discussão
Este tipo de caminho aleatório é muito utilizado em geoestátistica nos algoritmos de simulação sequencial muito embora por vezes haja aplicações no qual ele não é totalmente aleatório dando prioridade a certas localizações.